# Mateo de Sagade de Bugueyro
Mateo de Sagade de Bugueyro também Mateo Segade Bugueiro ou Mateo Sagade Bugueyro (1605 – 28 de agosto de 1672) foi um prelado católico espanhol que serviu como arcebispo (título pessoal) de Cartagena (1664–1672) e arcebispo do México (1655–1664).

## Biografia
Mateo de Sagade de Bugueyro nasceu em Pontevedra, Espanha. A 14 de maio de 1655, foi escolhido pelo rei da Espanha e confirmado pelo papa Alexandre VII como arcebispo do México. No dia 25 de julho de 1656, na Catedral da Cidade do México, foi consagrado bispo por Pedro de Barrientos Lomelin, bispo de Durango. A 28 de janeiro de 1664, foi nomeado pelo Papa Alexandre VII como Arcebispo (Título Pessoal) de Cartagena. Serviu como arcebispo de Cartagena até à sua morte a 28 de agosto de 1672.

## Sucessão episcopal
Enquanto bispo, foi o principal consagrador de:
- Juan Alonso de Cuevas y Davalos, Bispo de Antequera, Oaxaca (1658);
- Juan Aguirre y Gorozpe, bispo de Durango (1660); e
- Antonio Fernández del Campo Angulo y Velasco, Bispo de Tui (1666).